# 鉄の狼
鉄の狼（てつのおおかみ、リトアニア語: Geležinis vilkas）は、1927年にアルギルダス・スリエソライティスらアウグスティナス・ヴォルデマラスの支持者により設立されたリトアニアの準軍事組織。「鉄の狼」という名称は、リトアニアを舞台にしたアダム・ミツキェヴィチの物語詩『パン・タデウシュ』(Pan Tadeusz)の中に登場する、ゲディミナスが見た夢に由来する。
鉄の狼の活動はヴォルデマラスらの警護から始まり、ヴォルデマラスの政敵を狙うようになった。アンタナス・スメトナ大統領は少数民族や政治的腐敗に寛容すぎると考えていた鉄の狼のメンバーは、彼に対する不満を募らせており、「弱腰すぎる」と批判していた。対するスメトナは1930年に鉄の狼の活動を禁止した。鉄の狼は、その後も地下活動を継続。1934年、鉄の狼のメンバーがスメトナ大統領に対してクーデターを試みた。ヴォルデマラスは逮捕され、1938年に釈放されたが彼はその後すぐ海外へと移住した。その後第二次世界大戦中にリトアニアはナチス・ドイツに占領されたが、鉄の狼のメンバーの多くがドイツ当局に協力した。